# 아스트라 (미사일)
아스트라는 인도가 개발중인 암람급 미사일이다.

## 유도방식
중거리와 장거리 대공 미사일은 보통 액티브 레이다 유도를 사용한다. 무게 200 kg 사거리 100 km 정도인 암람급 미사일 이외에도, 무게 500 kg 사거리 400 km인 AA-9 아모스, 무게 1500 kg인 SM-6 등 다양한 중장거리 대공 미사일이 이러한 초기 관성항법 중간 데이터링크 지령유도 종말 액티브 레이다 유도 방식을 채택하고 있다.

## 각국 공대공 미사일 보유량
|                         | 대한민국 | 싱가포르 | 미국      | 일본     |
| ----------------------- | -------- | -------- | --------- | -------- |
| 100km 이상 중거리미사일 | 500발+   | 250발    | 5,000발+  | 700발+   |
| 70km 이상 중거리미사일  | 500발+   | 70발     | 8,000발+  | 3,000발  |
| 30km 이하 단거리미사일  | 2,200발+ | 1,300발+ | 10,000발+ | 6,000발+ |
| 합계                    | 3,200발+ | 1,600발+ | 23,000발+ | 9,700발+ |

## 같이 보기
- 암람 -  미국 152 kg, ARH 미사일
- AA-12 -  러시아 226 kg, ARH 미사일
- PL-12 -  중화인민공화국 199 kg, ARH 미사일
- 더비 -  이스라엘 118 kg, ARH 미사일
- 99식 공대공 미사일 -  일본 222 kg, ARH 미사일
- MBDA 미티어 -  유럽 185 kg, ARH 미사일
- 아스트라 -  인도 154 kg, ARH 미사일
- 천검2 -  중화민국 190 kg, ARH 미사일

- 암람 -  미국 INS, 데이터링크, ARH 중거리 공대공 미사일
- 암람스키 -  러시아 INS, 데이터링크, ARH 중거리 공대공 미사일
- PL-12 -  중화인민공화국 INS, 데이터링크, ARH 중거리 공대공 미사일
- 더비 -  이스라엘 INS, 데이터링크, ARH 중거리 공대공 미사일
- 99식 공대공 미사일 -  일본 INS, 데이터링크, ARH 중거리 공대공 미사일
- MBDA 미티어 -  유럽 INS, 데이터링크, ARH 중거리 공대공 미사일
- 아스트라 -  인도 INS, 데이터링크, ARH 중거리 공대공 미사일
- 천검2 -  중화민국 INS, 데이터링크, ARH 중거리 공대공 미사일